# M (Facebook)
M був віртуальним помічником від Facebook, вперше анонсованим у серпні 2015 року, який міг автоматично виконувати завдання для користувачів, наприклад купувати товари, організовувати доставлення подарунків, резервувати столики в ресторанах і організовувати подорожі. До квітня 2017 року він був доступний близько 10 000 користувачів. Він працював у службі обміну миттєвими повідомленнями Facebook Messenger.
Якщо користувач зробив запит на M, він використовує алгоритми, щоб визначити, чого хоче користувач. Якщо М не зрозумів, людина бере на себе розмову без відома користувача. Це дозволяє М навчатися. 
Алекс Лебрен керував проектом, який почався в 2015 році і який у квітні 2017 року MIT Technology Review назвав «успішним».
У січні 2018 року Facebook оголосив про припинення M. Компанія заявила, що те, що вони дізналися від M, буде застосовано до інших проєктів штучного інтелекту у Facebook. 

## Розгортання пропозицій
У квітні 2017 року Facebook увімкнув пропозиції на основі M для користувачів у Сполучених Штатах . M сканує чати на пошук ключових слів, а потім пропонує відповідні дії. Наприклад, користувач пише другові «Ти винен мені 20 доларів» ініціює M, щоб дати змогу другу користувача заплатити користувачеві через платіжну платформу Facebook.   